# Evodianthus funifer
Evodianthus funifer är en enhjärtbladig växtart som först beskrevs av Pierre Antoine Poiteau, och fick sitt nu gällande namn av Carl Lindman. Evodianthus funifer ingår i släktet Evodianthus och familjen Cyclanthaceae.

## Underarter
Arten delas in i följande underarter:
- E. f. fendlerianus
- E. f. funifer
- E. f. peruvianus
- E. f. trailianus